# Мало (община)
Вижте пояснителната страница за други значения на Мало.
Община Мало (на шведски: Malå kommun) е разположена в лен Вестерботен, северна Швеция с обща площ 1740 km2 и население 3155 души (към 31 декември 2013). Административен център на община Мало е едноименния град Мало.